# Liste der Monuments historiques in Saint-Seurin-de-Cursac
Die Liste der Monuments historiques in Saint-Seurin-de-Cursac führt die Monuments historiques in der französischen Gemeinde Saint-Seurin-de-Cursac auf.

## Liste der Bauwerke
| Bezeichnung | Beschreibung                  | Standort | Kennzeichnung | Schutzstatus | Datum | Bild |
| ----------- | ----------------------------- | -------- | ------------- | ------------ | ----- | ---- |
| Windmühle   | Erbaut im 16./17. Jahrhundert | (Lage)   | PA00083803    | Inscrit      | 1977  |      |

## Liste der Objekte
| Bezeichnung                                  | Beschreibung    | Standort                       | Kennzeichnung | Schutzstatus | Datum | Bild |
| -------------------------------------------- | --------------- | ------------------------------ | ------------- | ------------ | ----- | ---- |
| Gemälde Die Enthauptung Johannes des Täufers | 17. Jahrhundert | in der Kirche St-Seurin (Lage) | PM33000768    | Classé       | 1908  |      |